# Ketmia róża chińska

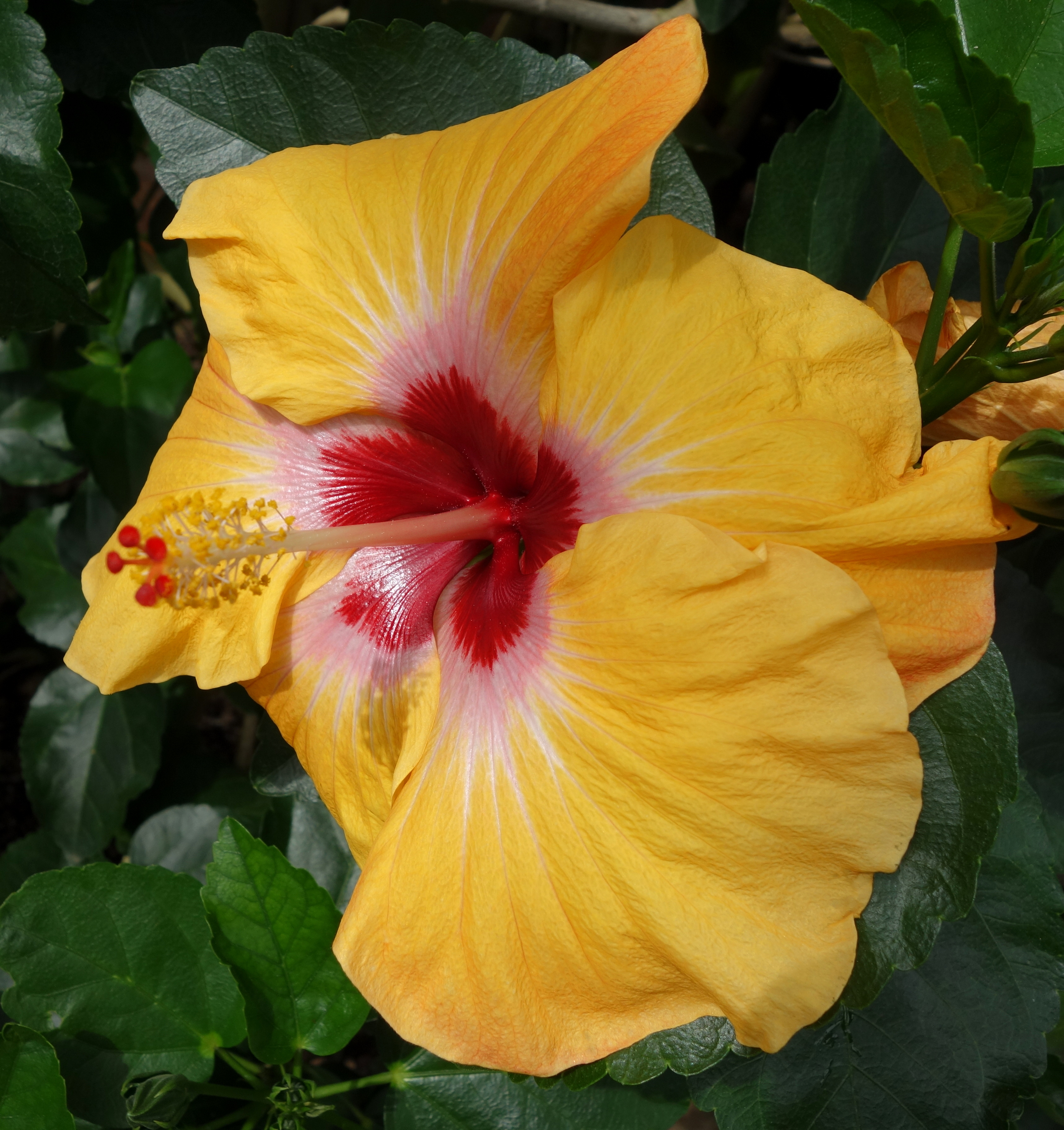
Odmiana 'Celtic Sun'

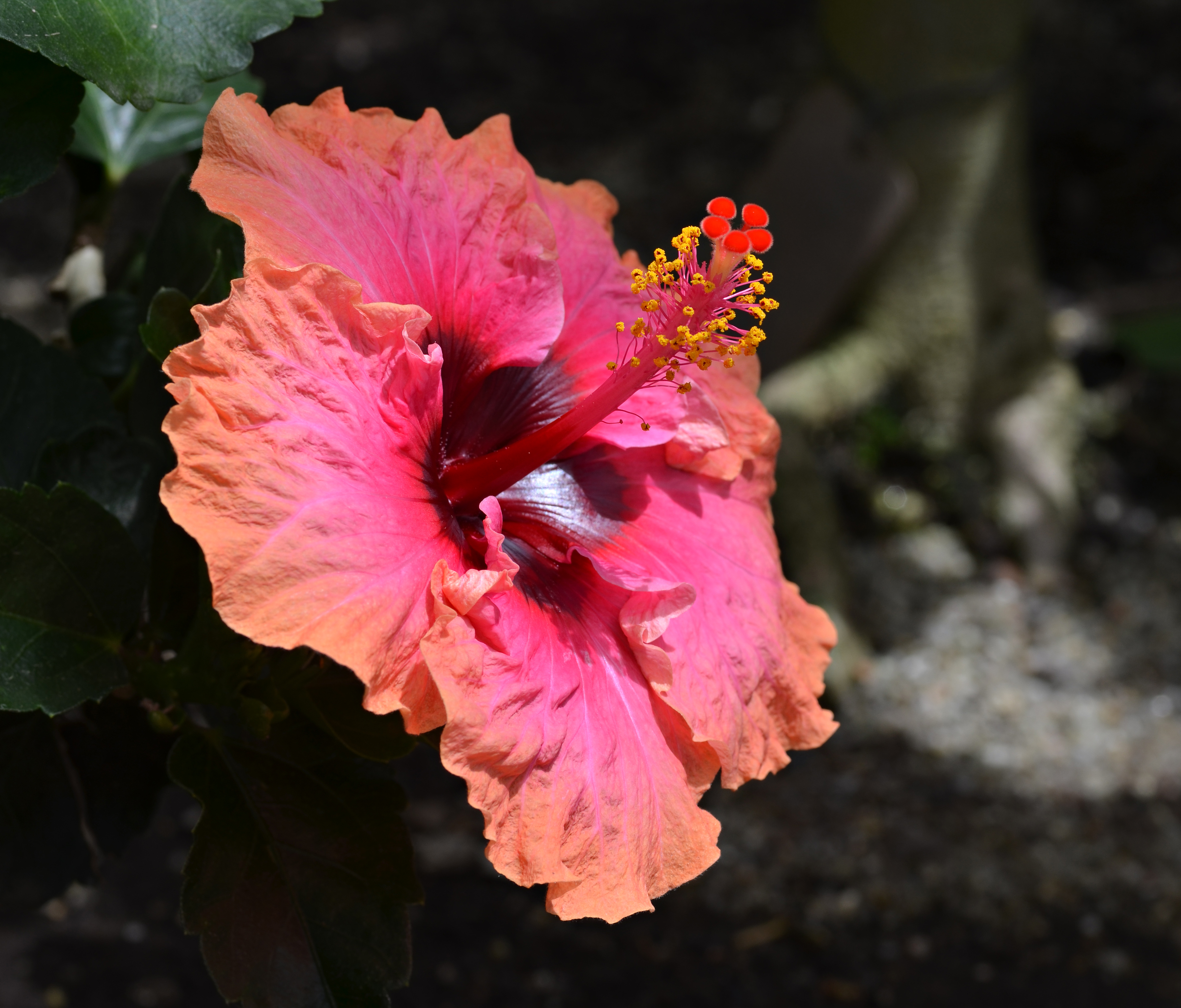
Odmiana 'Erin Rachael'

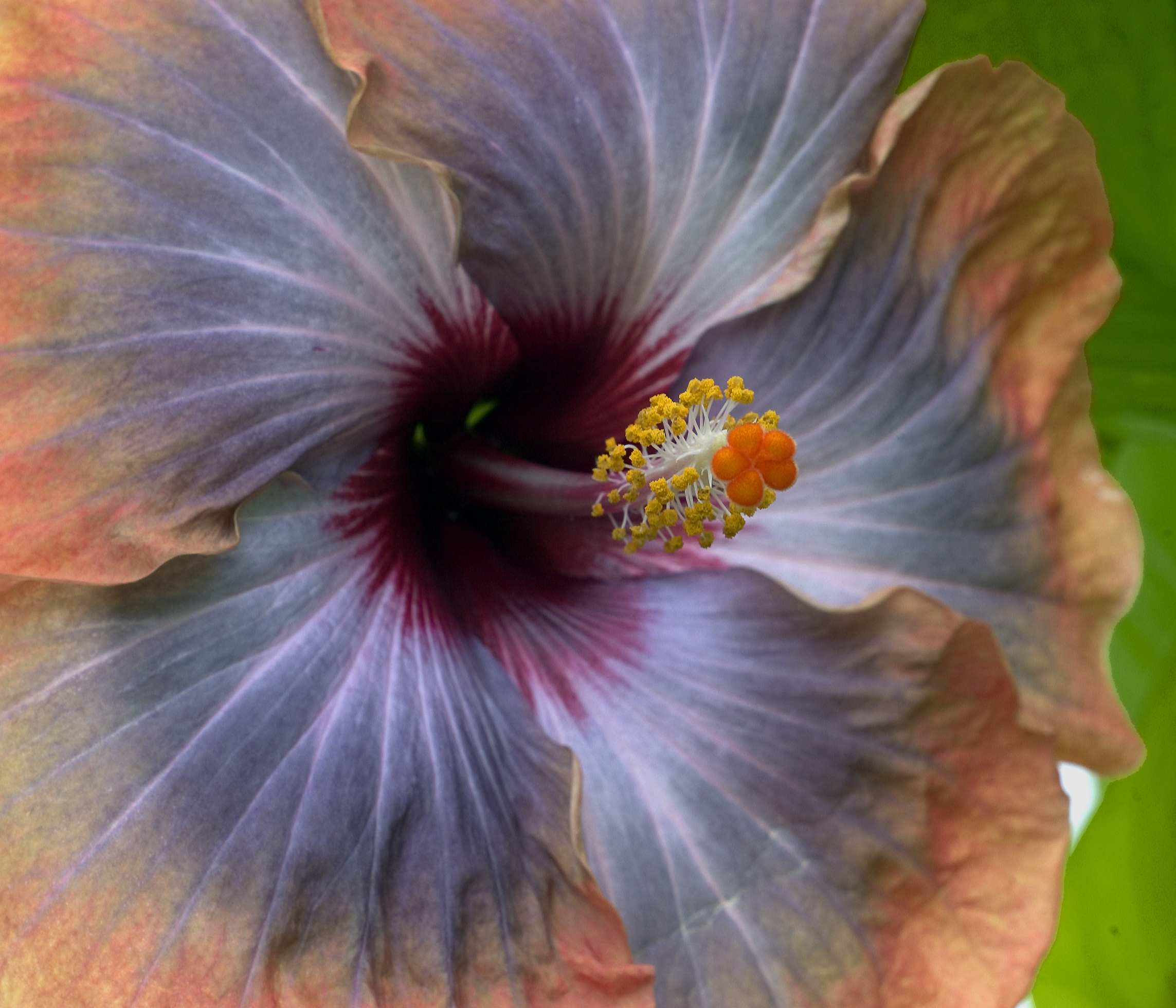
Odmiana 'Fifth Dimension'

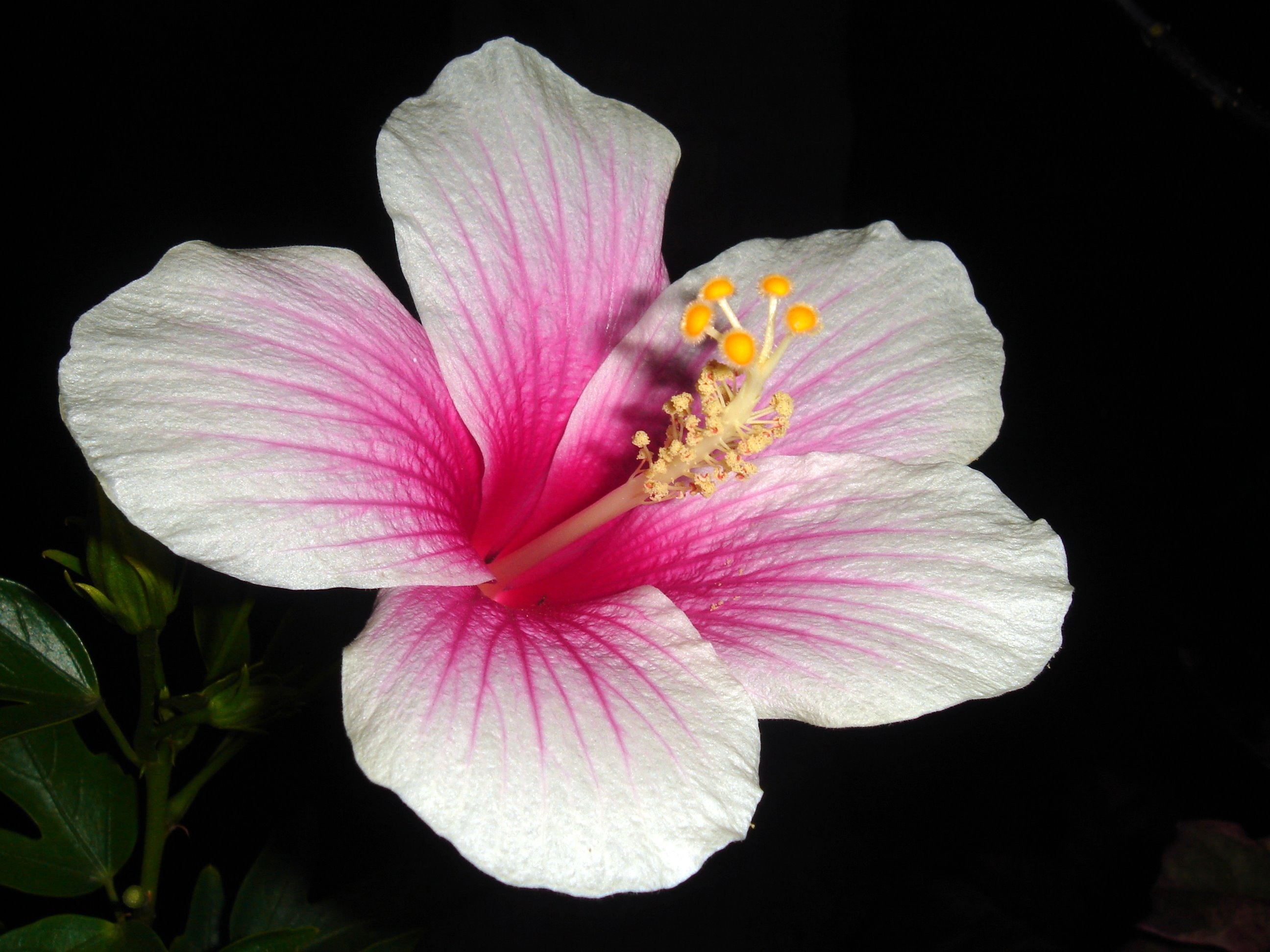
Odmiana 'Fijian White'

Ketmia róża chińska (Hibiscus rosa-sinensis) – gatunek rośliny z rodziny ślazowatych (Malvaceae). Popularna roślina ozdobna. Prawdopodobnie pochodzi z Azji, obecnie jednak nigdzie nie rośnie dziko, występuje wyłącznie w uprawie.

## Morfologia
PokrójKrzew lub niewielkie drzewo o wysokości 2–5 m, przy średnicy do 3 m.
LiściePojedyncze, długości od 5 do 20 cm, kształtu jajowatego, zaostrzone, u nasady całobrzegie, dalej ząbkowane. Są ciemnozielone i trwałe, gładkie, błyszczące. Czasami na jednym krzewie występują liście o różnym kształcie, niejednokrotnie pozawijane i zdeformowane, co nie musi oznaczać choroby lub obecności szkodników. Roślina wymienia liście przez cały rok.
KwiatyDuże, purpurowe, czerwone lub białe, jednobarwne albo plamiste. Pojedyncze lub pełne płaty korony, pręciki połączone w rurkę. Kwiaty pojawiają się na pędach młodych – jednorocznych, co nie wyklucza wystąpienia wrzecionowatych pąków na starszych gałązkach. Hibiskus najchętniej kwitnie od maja do października, ale można spotkać kwiaty przez cały rok. Kwiaty żyją niewiele ponad dobę. Owoce same się nie zawiązują, aby uzyskać nasiona, należy zapylić kwiaty pyłkiem z innego krzewu.

## Obecność w kulturze i symbolice
- W tradycji śriwidja kwiat używany jest jako jedno z ziół ofiarowanych w ofiarach ogniowych[4].